# نور ماناشید
نور ماناشید (ارمنی: Նոր Մանաշիդ؛ ترکی آذربایجانی: Sınıqkilsə) یک منطقهٔ مسکونی در جمهوری آرتساخ است که در استان شاهومیان واقع شده‌است